# Catedral de Santiago Apóstol (Santiago de los Caballeros)
La Catedral de Santiago Apóstol o simplemente Catedral de Santiago de los Caballeros es el nombre que recibe un templo católico que se encuentra ubicado en la ciudad de Santiago de los Caballeros la capital de la provincia de Santiago al norte de la isla La Española y del país caribeño de República Dominicana. Fue bautizada así en honor de Santiago el Mayor, discípulo de Jesús, hijo de Sebedeo y de Salomé.
Empezó como una iglesia parroquial que fue destruida por un terremoto en 1842. La actual estructura de fue construida entre 1868 y 1894 y consagrada en 1895. Sufrió retrasos en su construcción debido a la falta de fondos. Fue usada brevemente como fortaleza en la llamada "guerra de restauración".
El templo de estilo ecléctico sigue el rito romano o latino y es la iglesia madre de la Arquidiócesis de Santiago de los Caballeros (Archidioecesis Sancti Iacobi Equitum) que fue creada como diócesis en 1953 por el Papa Pío XII mediante la bula Si magna et excelsa y elevada a su actual estatus mediante la bula "Solicitam sane curam" de 1994 por el papa Juan Pablo II.
Esta bajo la responsabilidad pastoral del arzobispo Héctor Rafael Rodríguez 